# Австрийское поле
«Австрийское поле» — советский художественный фильм 1991 года, драма, снятая режиссёром Андреем Черных по собственной повести, которая является приложением к альманаху «Петрополь». Для режиссёра этот фильм стал первым полнометражным (в 1989 году Черных дебютировал в режиссуре короткометражной картиной «Фа минор»). Сам фильм оказался заметным и получил несколько премий на кинофестивалях.

## Сюжет
Главная тема фильма посвящена недостаточности и неполноте простейших человеческих чувств, таких как зрение, слух и осязание. Реальность и иллюзорность представлены на основе чувств и их образов.

## Награды
Фильм получил несколько наград на кинофестивалях:
- 1991 год — на международном кинофестивале «Молодость» в Киеве дипломом был отмечен Дмитрий Масс, оператор и художник фильма.
- 1991 год — на фестивале-семинаре московских киноклубов фильм получил второй приз.

## В ролях
- Елена Брагина
- Наталья Баранова[2]
- Семён Стругачёв — слепой художник
- Любомирас Лауцявичус
- Людмила Александрова
- Витаутас Паукште
- Арслан Казибеев — эпизод
- Борис Репетур — эпизод
- Александр Маслов — эпизод
- Валерий Филатов — эпизод
- Константин Лукашов — эпизод
- Наталья Данилова — эпизод
- Ирина Ракшина — эпизод
- Виктор Сухоруков — эпизод

## Съёмочная группа
- Автор сценария и режиссёр-постановщик: Андрей Черных
- Оператор-постановщик и художник-постановщик: Дмитрий Масс
- Режиссёр-монтажёр: Леда Семёнова
- Звукооператор: Владимир Персов